# Сражение при Кайзерслаутерне (1794)
Сражение при Кайзерслаутерне (нем. Schlacht bei Kaiserslautern) — сражение в эпоху Французских революционных войн во время Войны Первой коалиции, произошедшее 23 мая 1794 года между наступающей объединённой прусско-саксонской армией фельдмаршала фон Мёллендорфа и отступающей дивизией генерала Жан-Жака Амбера из французской Мозельской армии. 
В декабре 1793 года французы вытеснили войска Габсбургской Австрии и Пруссии с французской земли во Второй битве при Висембуре и заняли позиции за восточной границей. Весной 1794 года Мозельская армия направила большие подкрепления на северо-восток Франции. Воспользовавшись слабостью французов, главный прусский удар был направлен на Кайзерслаутерн, который удерживала дивизия Жан-Жака Амбера восемью батальонами, кавалерийским полком и двумя эскадронами конных егерей. Многие солдаты были новобранцами, а некоторые даже не были вооружены. 
Мёллендорф планировал полностью окружить и захватить дивизию Амбера, отправив дивизию Клейста, чтобы предотвратить отступление французов. Летучая колонна под командованием Гебхарда Леберехта фон Блюхера была отправлена, чтобы перерезать связь между двумя французскими армиями. Амбер решил отступить двумя колоннами, лично взяв левую колонну, а Сен-Сир возглавил правую. Французам благоприятствовала местность, на которой дороги в тыл проходили через узкие проходы, по которым преследователям было трудно догонять.
Сен-Сир смог уйти от преследования. Его колонна прибыла в Триппштадт, когда город подвергался нападению авангарда Клейста. Эта счастливая случайность позволила колонне Сен-Сира легко отбиться от дивизии Клейста и уйти. 
Сложнее пришлось колонне Амбера. Пехота колонны должна была удерживать опушку леса до тех пор, пока к ней не доберутся конница и артиллерия арьергарда. По какой-то ошибке пехотинцы продолжили марш. Прусские кавалеристы разгромили своих противников, а побежденная французская кавалерия прорвалась сквозь ряды собственной пехоты, вызвав хаос. Благодаря батальону Удино удалось отогнать прусскую кавалерию, но артиллерию пришлось бросить из-за потерь в упряжных лошадях.
Обе отступающие колонны собрались в Пирмазенсе и избежали окружения. Тем не менее войска Мёллендорфа нанесли французам потери в соотношении девять к одному и заняли Кайзерслаутерн. Потратив почти единственную инициативу, которую они проявили в 1794 году, пруссаки позволили своему наступлению застопориться.
В то время как пруссаки одержали этот триумф на второстепенном фронте, французские армии вскоре начали одерживать решающие победы в Бельгии и Нидерландах.